# Джумхур, Зуко
Зуко Джумхур (босн. Zuko Džumhur; 24 сентября 1921, Коньиц — 27 ноября 1989, Херцег-Нови) — боснийский писатель, живописец и карикатурист. Его богемная природа, универсальная и необыкновенно творческая личность сделали его уникальной фигурой югославской культуры второй половины XX века.

## Биография
Джумхур родился в Конице, Королевство сербов, хорватов и словенцев (современная Босния и Герцеговина). Когда ему было два месяца родители переехали в Белград, где отец получил работу главного имама в Королевской югославской армии. Джумхур окончил начальную школу и первые четыре класса средней школы в Белграде, а затем переехал в Сараево, где в 1939 году окончил среднюю школу. Он посещал занятия на юридическом факультете, но вскоре оставил обучение. Окончил Художественную академию, учась в классе Петра Добровича. Во время Второй мировой войны младший брат Джумхура был убит в 1945 году.
Джумхур опубликовал свои первые карикатуры в армейском журнале за 1947 год и очень скоро стал одним из известнейших иллюстраторов в Югославии. Он публиковал свои карикатуры в наиболее продаваемых газетах и журналах страны, таких как «Политика», «Борба», «Oslobođenje», «Jež», НИН, «Danas» и многие другие. Опубликовал более 10 000 иллюстраций и карикатур, написал многочисленные сценарии и работал над телешоу «Ходолюбля», которое он вел более десяти лет на телевидении в Сараево.
В Белграде в 70-е годы Джумхур и другие художники посещали богемный район Скадарлии старого города. Зуко вместе с другими художниками частично отвечал за реконструкцию и реставрацию кафе «Tri šešira» («Три шляпы»), популярного места встречи художников и известной достопримечательности на улице.
В 1989 году Джумхур скончался в Херцег-Нови в возрасте 69 лет.
Отмечен рядом наград, в том числе орденом Братства и единства (I степень с золотым венком).

## Первая книга
Джумхур опубликовал свою первую книгу под названием «Nekrolog jednoj čaršiji» («Некролог в одном нечистом городке») в 1959 году. В единственном предисловии, которое он когда-либо писал, Иво Андрич характеризует написанное в Некрологе подобными иллюстрациями, которыми Джумхур сопровождает свой текст. В первой главе Джумхур рассматривает боснийский город Почитель как живой субъект одновременно рассказывает о своей долгой жизни в качестве важного военно-стратегического центра, а также о своем унизительном физическом износе и возможной исторической неуместности. На протяжении всей книги он описывает с вниманием к физическим деталям небольшие села и городские центры в Боснии и на всем Анатолийском полуострове, а также с акцентом на собственные воспоминания и личные встречи. Сочетание консерватизма и модернизма позволило Джумхура охарактеризовать как «старомодного мусульманина по образцу Стамбула и Вены», а также как деятеля, способствующего в 1950-х годах культивированию либеральной и богемной атмосферы Белграда.